# Дика сила
«Дика сила» (1916) — німий художній фільм Бориса Чайковського за сценарієм Анни Мар.

## Сюжет
Гуго Валевський — людина вже немолода, особисте життя якої пройшло як діловий день, знайомиться в будинку своєї колишньої гувернантки — тітки Бассі з її племінницею Еддою. Юна чиста дівчина справляє на нього сильне враження. Ділок, все життя прожив без любові, відчуває себе переможеним ніжною ласкою і довірливістю молодої дівчини. Скоро після першого знайомства Гуго робить Едді пропозицію і дістає згоду.
В околицях дачі, де живе до весілля Едда з тіткою Бассі, вештається нещасний схиблений Симон-дурник. При зустрічі Едда ласкаво обійшлася з ним, і нещасний, який звик зустрічати всюди тільки глузування й образи, гаряче до неї прив'язується. Його постійно тягне до вікна Едди, але тітка Бассі, боячись божевільного, проганяє його. Одного разу вночі Симон знову пробирається до вікна Едди і, знайшовши його відкритим, влазить в кімнату. Сповнений інстинктом статі, що прокинувся в ньому, божевільний ґвалтує дівчину, яка ще не встигла оговтатися від жаху.
Приїхавши наступного дня, Гуго вражений незвичайним настроєм Едди. «Ти прощаєш жінці її минуле?» — запитує вона його. «Ніколи», — відповідає Гуго, сміючись над дивними питаннями своєї фантазерки-нареченої. Він не підозрює, що для Едди — це питання життя і що своєю відповіддю він вирішив її долю. Вночі, написавши прощального листа Гуго, вона кидається в річку.

## У ролях
- Олександра Ребікова — Едда
- Олександр Гейрот — Гуго Валевський
- Марія Халатова — Тітка Бассі
- Андрій Сотніков — Симон, дурник